# Jenny Strömstedt
Jenny Kristina Östergren Strömstedt, tidigare känd som Jenny Östergren, född Andersson den 2 augusti 1972 i Sollentuna, är en svensk journalist och programledare.

## Biografi
Strömstedt är uppväxt i Sollentuna. Hennes föräldrar var akademiker och som barn drömde hon om att bli folklivsforskare. Under gymnasiet började hon arbeta extra i receptionen på TV4. Efter att hon studerat en kurs i journalistik, politik och kreativt skrivande på ett amerikanskt universitet började hon på JMK. Genom sitt extrajobb i receptionen fick hon in en fot på TV4. Strömstedt är sedan 2005 programledare i TV4 Nyhetsmorgon och är ett av kanalens mest kända ansikten.
Tidigare har hon arbetat som redaktör och producent för Nyhetsmorgon samt reporter på Kalla fakta och Nyheterna, men också som programledare för utrikesmagasinet pangea.nu, debattprogrammen Svart eller vitt och Diskus.
Tillsammans med Kristina Thulin har hon skrivit flera böcker på temat jämställdhet. Hon har också medverkat i antologierna Homo, Hora, Svenne, Blatte (RKUF, 2001), Uppdrag: Mamma (Albert Bonnier, 2001) och Fantomen bor i Kazakstan (Tiden, 2003) och Kerstin Thorvall bookclub eller det mest förbjudna 2.0 (Wahlström och Widstrand 2014) .  
År 2009 till 2020 var hon krönikör varje vecka i Expressen
År 2012 hade podsändningen Strömstedt & Berg, tillsammans med Carina Berg, premiär på TV4.se och TV4 Play.
År 2002 (Ungt val), 2006, 2010, 2014 och 2018 och 2022 har hon lett TV4:s valprogram tillsammans med bland andra Ann Tiberg och Anders Pihlblad.
Strömstedt ledde mellan 2012 och 2016 åtta säsonger av talkshowen Jenny Strömstedt, som började sändas 8 oktober 2012 i TV4.
År 2021 spelade hon in femte säsongen av relationsprogrammet Tillsammans med Strömstedts tillsammans med sin man Niklas Strömstedt. De har i tidigare säsonger bland annat gästat Lena Olin och Lasse Hallström, Mikael Persbrandt och Sanna Lundell, Marie Göranzon och Jan Malmsjö, Peter Forsberg och Nicole Nordin, Carl Bildt och Anna Maria Corazza Bildt med flera.
Åren 2018–2020 ledde hon 48 episoder av Brottsjournalen i TV4 med professor Leif G.W. Persson som bisittare. 
Strömstedt är sedan 2015 Goodwill-ambassadör för Unicef Sverige och har i samarbete med Unicef gjort flera reportageresor till bland annat Libanon, Kenya, Malawi och Zambia. Hon har också lett den årliga UNICEF-galan i TV4 2019, 2020, 2021
År 2020 skrev hon barnboken Barn som förändrat världen tillsammans med illustratör Beata Boucht (Max Ström förlag, 2020) som belönats med både Adlibrispriset 2020 och nominerats till Biblioteksföreningens fackbokspris för unga: Carl von Linné-plaketten.  
Från och med 2020 producerar hon trädgårds- och livsstilspodden Röda vita rosen tillsammans med trädgårdsmästaren och tv-profilen Victoria Skoglund. År 2023 gav de gemensamt ut Ett år av liv i trädgården som  nominerades till Årets trädgårdsbok av Svenska Gartnersällskapet.
Sedan 2022 programleder hon Nyhetsmorgon varje lördag i TV4, ett nyhetsprogram med fördjupande intervjuer om samhällsfrågor,  kultur och nöje.

### Familj
Jenny Strömstedt är sedan den 16 juli 2011 gift med musikern Niklas Strömstedt. Hon har tre barn i ett tidigare äktenskap.

## TV-produktioner
- 1994–2001 – Svart eller vitt (TV-serie)
- 2001–2002 – Diskus (TV-serie)
- 2005 – Nyhetsmorgon (TV-serie)
- 2006 – Ungt val
- 2010 – Partiledarutfrågningen
- 2012 – Jenny Strömstedt (TV-serie)
- 2014 – Partiledardebatten, Statsministerduellen och Partiledarutfrågningen
- 2017 – Tillsammans med Strömstedts (TV-serie)
- 2018 – Jenny och Steffo möter partiledarna (TV-serie)
- 2018 – Valprogrammen i TV4
- 2018 – Brottsjournalen (TV-serie)